# Cutguane
Cutguane (Cutgane, Kahwan),indijanski narod s donjeg toka rijeke Colorado, koj ise isprva spominju pod imenom Cutguane, Cutgane i slično, a kasnije kao Kahwan. Njihov danas izumrli jezik smatra se dijalektom jezika cocopa, pa bi mogli biti kao i halyikwamai jedan od Cocopa ogranaka. 
Kahwani das žive s Halyikwamaima, Halchidhomama i Maricopama na rezervatima Salt River i Gila River u Arizoni. Spominje se da su česti brakovi izeđu njih i Halyikwamaia.